# 旧国立駅舎

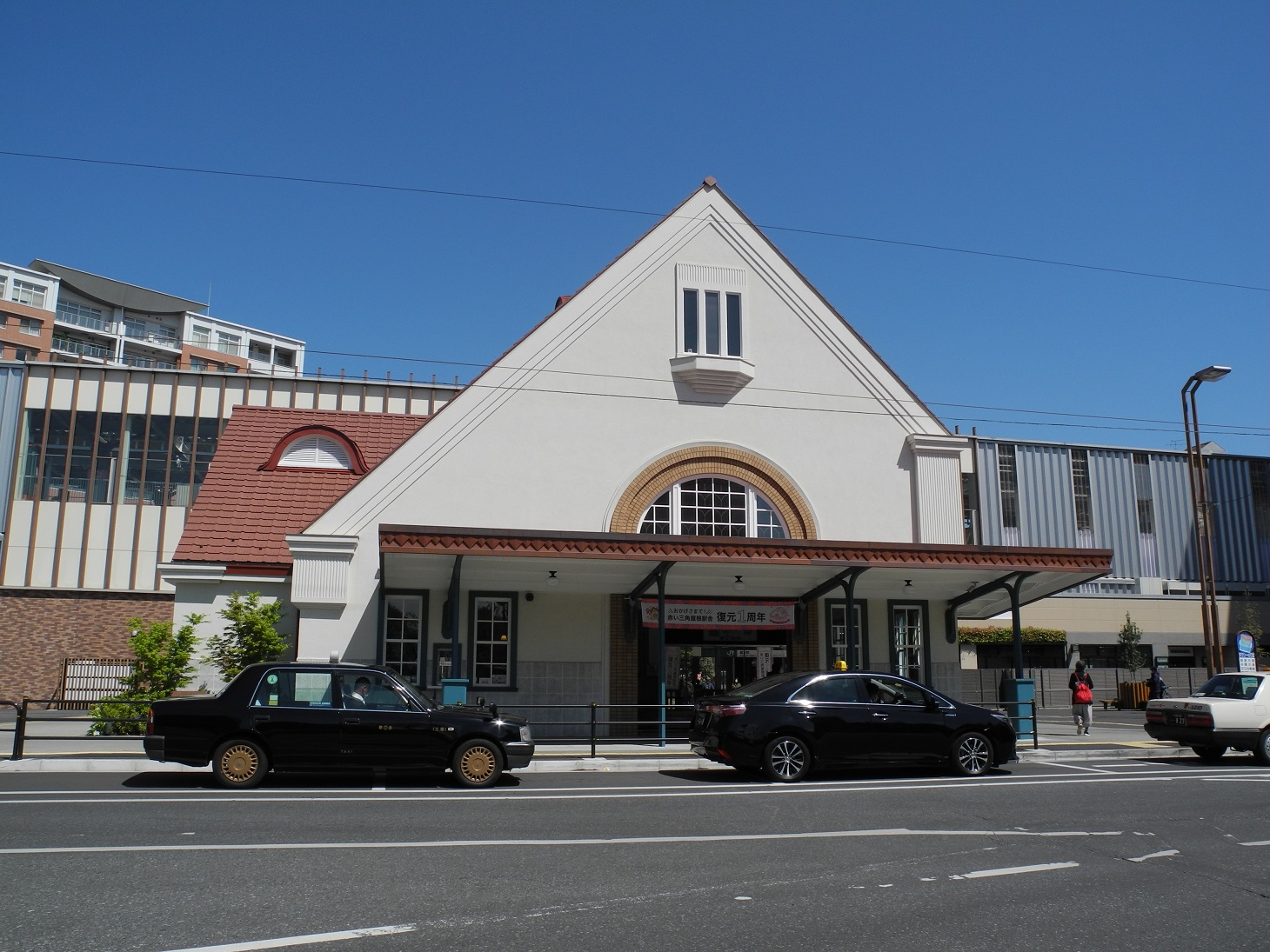
再建された旧駅舎（2021年4月10日）

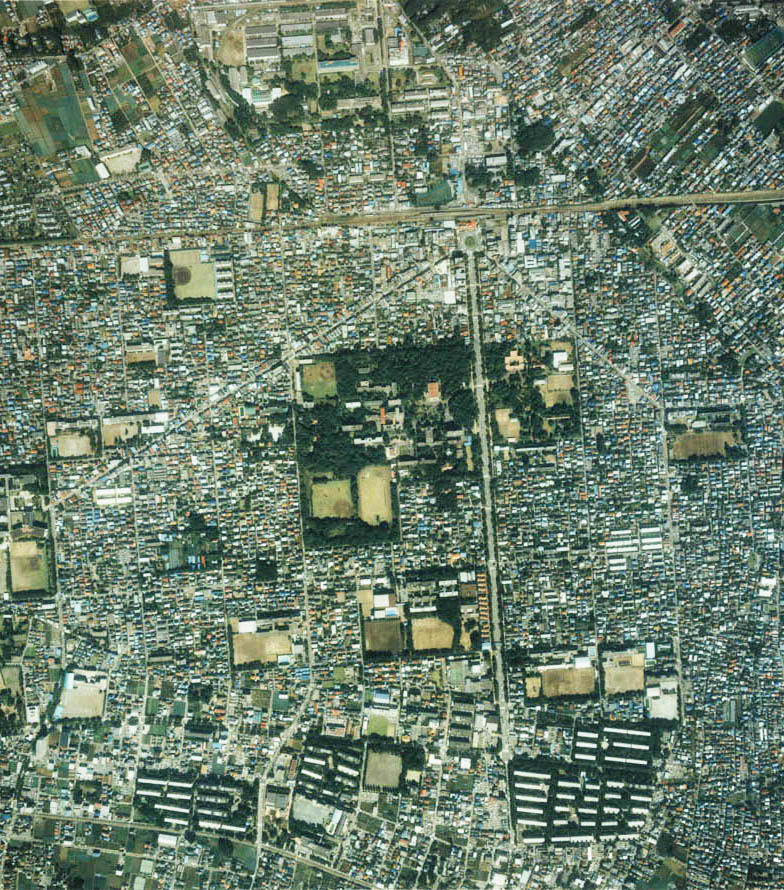
航空写真

旧国立駅舎（きゅうくにたちえきしゃ）は、東京都国立市にある元駅舎建築物。設計者は箱根土地株式会社の河野傳と考えられている。1926年（大正15年）に国立駅舎として建築され、2006年（平成18年）に解体されたのち、2020年（令和2年）に再建された。
現役駅舎当時に関東の駅百選に選ばれている。2006年に国立市の有形文化財に指定された。

## 概要
駅の歴史については「国立駅#歴史」、「箱根土地」を参照

### 外観
正面は左右非対称の三角形の大屋根が特徴的で、玄関口の上部に半円アーチ窓（浴場窓）、玄関の左右に上げ下げ窓を配している。英国レッチワースの住宅をイメージしたデザインという説もある。半円アーチ窓には木製の銀杏型の桟（さん）がある。屋根窓（ドーマー窓）が4か所あり、本屋妻面の両端に柱型が取り付けられている。なお、柱型は1952年（昭和27年）、屋根窓は1970年（昭和45年）に滅失しており、再建時に復元された。
木造平屋、本屋はキングポストトラスの洋小屋。前面ひさしを支える柱は古レールを用いている（4本の柱のうち、2本は当初材を再利用）。

### 国立学園都市計画

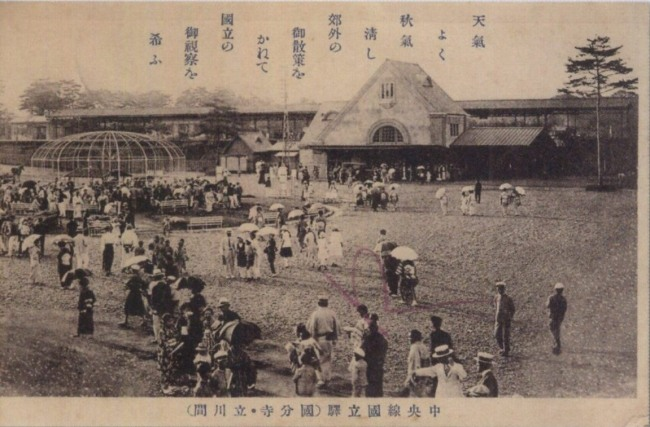
1926年（大正15年）の開業から間もない頃

1925年（大正14年）、箱根土地株式会社と東京商科大学（現・一橋大学）の間に結ばれた覚書によると、駅舎は外観を考慮して入念に建築すること、駅前広場を設けること、大学通りの幅（約44ｍ）とされ、駅舎と学園都市が一体となった都市計画（国立学園都市計画）が立てられた。
国内の駅前広場の多くが、戦後に整備されたものであり、国立駅の南口駅前広場は開発当初、中央の円形公園に水禽舎（すいきんしゃ）が置かれペリカンが飼われるなど、人が集まる場所として計画されている。

#### 左右非対称の三角屋根
大学町の分譲区画図面では、道路は国立駅舎から左右に放射状に延びる旭通り、富士見通りの2つがあり、これらの2つの放射状道路と東西に走る南側の学園通りを線で結ぶと非対称形の三角形となる。国立市職員によると「街路に囲まれた住宅地の形と駅舎の姿は関係があるのではないか」とのことである。

### 再建の経緯
2009年（平成21年）に策定された「国立駅周辺まちづくり基本計画」に基づき、2013年（平成25年）に旧国立駅舎を再築することとなった。2015年（平成27年）、国立市文化財保護審議会において、再築の復元年代を創建当時の1926年（大正15年）とすることが決定された。
施工は竹中工務店が手がけ、解体部材は宮大工により劣化した木材部を根継ぎ埋木修復され、構造部材の70％という高い再利用率で復元することに成功した。
旧国立駅舎の再築用地は、西に約 3.2m、南に約 4.9m 移動した位置にあり、大学通りから見た景観、街並みを回復させた。

### 隣接高層ビル計画の変更
旧駅舎両側の土地にJR東日本が駅前再開発で東西に1棟ずつ高さ20mの4階建て商業ビルを建設する予定があり、旧駅舎が高層ビルに挟まれる形になることから、「景観が損なわれる」との反発が起きた。これに応じて国立市とJR東日本が2018年から11月から、等価交換で国立市が隣接する土地を取得する交渉を始めて2021年3月に合意に至り、商業ビルの建設計画は撤回され、予定地は国立市（旧国立駅舎）の広場として利用されることとなった。

## 類似の事例
国立駅同様、営業中の駅の旧駅舎をランドマークとして現地（現在駅の所在地）で保存活用した事例。
- 田園調布駅
- 奈良駅